# Dome Islands (Neuseeland)
Dome Islands ist eine Inselgruppe im Lake Te Anau der Region Southland auf der Südinsel von Neuseeland.

## Geographie
Dome Islands besteht aus zwei Inseln, die sich an der südlichen Seite des Eingangs zum South Fiord des Lake Te Anau befinden und rund 360 m auseinanderliegen.
Die südliche Insel liegt nur rund 80 m vom Festland entfernt und erstreckt sich über 430 m in Nord-Süd-Richtung. Die Breite der Insel beträgt rund 270 m in Ost-West-Richtung. Eine kleine Landzunge an der Westseite der Insel verbreitet die Insel dann noch um weitere 180 m. Die nördliche Insel erstreckt sich über rund 485 m in Ost-West-Richtung und verfügt über eine Breite von rund 200 m in Nord-Süd-Richtung. Auch sie besitzt eine kleine Landzunge, die sich über knapp 200 m an der Südwestseite der Insel hinzieht. Während die südliche Insel zwischen 20 m und 40 m hoch ist, kann die nördliche Insel eine um weitere 20 m höhere Landmasse vorweisen.
Beide Inseln sind gänzlich bewaldet.